# Rhipsalis barthlottii
Die Rhipsalis barthlottii ist eine Pflanzenart in der Gattung Rhipsalis aus der Familie der Kakteengewächse (Cactaceae). Das Artepitheton barthlottii ehrt den deutschen Botaniker Wilhelm Barthlott.

## Beschreibung
Rhipsalis barthlottii wächst epiphytisch als kleiner Strauch mit herabhängenden Zweigen, die 100 bis 150 Zentimeter lang werden können. Diese sind in 100 bis 160 Millimeter lange  Phyllokladien unterteilt, die 25 bis 45 Millimeter breit werden. Sie sind keilförmig bis rhombisch, manchmal auch lanzettlich geformt, grün und zweirippig. Die Ränder sind gewellt oder gekerbt. An den Rändern werden etwa drei oder vier sehr kleine Areolen ausgebildet, die in einem Abstand von 18 bis 45 Millimeter stehen. Sie sind mit sehr dünnen, 1 bis 3 Millimeter langen Borsten besetzt.
Es werden pro Areole bis zu drei Blüten ausgebildet. Diese werden bis 12 Millimeter lang und erreichen einen Durchmesser von bis zu 17 Millimeter. Sie sind goldgelb bis braungelb gefärbt und besitzen bis zu 85 Staubfäden, die 3 bis 7 Millimeter lang werden. Der bis 9 Millimeter lange, weiße Stempel hat zwei bis vier Narbenäste. Die rot gefärbten Früchte sind nahezu kugelförmig und werden etwa 5 Millimeter groß. Es sind 5 bis 23 schwarze Samen enthalten.

## Verbreitung
Rhipsalis barthlottii wächst im Südosten von Brasilien.